# هیروفومی نوجیما
هیروفومی نوجیما (انگلیسی: Hirofumi Nojima; ۱۶ آوریل ۱۹۷۳ – ) صداپیشگی در ژاپن اهل ژاپن بود. وی از سال ۲۰۰۰ میلادی تاکنون مشغول فعالیت بوده‌است.